# Chrysopa atala
Chrysopa atala är en insektsart som beskrevs av Brauer 1865. Chrysopa atala ingår i släktet Chrysopa och familjen guldögonsländor. Inga underarter finns listade i Catalogue of Life.